# Французский язык в Квебеке
Францу́зский язы́к в Квебе́ке (фр. Le français québécois, Le français du Québec), также франко-квебекский диалект — языковой вариант французского языка, распространённый в провинции Квебек (Канада). В настоящее время является не только самым распространённым вариантом французского языка в Канаде, но также — самым преобладающим диалектом Нового Света в плане родных языков (не считая франко-креольских языков).
Речевые нормы квебекского диалекта считаются официальными на федеральном уровне канадского правительства и применяются в столичном регионе, на них же равняются как франкоонтарийцы, так и некоторые жители Приморских провинций, а также провинции Ньюфаундленд и Лабрадор (несмотря на то, что в тех регионах существуют и другие диалектовые разновидности: в районе полуострова Гаспе — акадийский диалект, на северо-востоке — франко-тернёвьенский диалект). Общая численность носителей квебекского диалекта составляет порядка 7 миллионов (6 080 75 человек в Квебеке и около 700 000 человек вне его, по статистическим данным 2006 года), а для почти 80 % квебекцев он является родным.
Понятие «квебекский французский» (как и другие франкоканадские варианты) в основном касается фонетики (в первую очередь орфоэпии), бытовой лексики и отчасти синтаксиса. При этом грамматические и орфографические различия между французским языком Квебека с одной стороны и Франции (а также других франкоязычных территорий) с другой обычно не признаются, и квебекское правописание считается ошибочным.

## История
Французский язык современного Квебека является продуктом развития французской речи порядка 8 000 колонистов, которые переселились сюда из Франции в период планомерной переселенческой колонизации региона между 1603 и 1759 годами, когда общее население колонии достигло 60 000 человек. Учитывая то, что колонисты происходили из удаленных друг от друга регионов страны, а в самой Франции конца XVII века парижское койне было малопонятным для жителей провинции, во французской лингвистике широкое распространение получила гипотеза о том, что на территории Квебека имело место так называемое смешение патуа.

## Статус
Французский язык (в квебекском диалекте) является единственным официальным языком провинции Квебек с 1977 года, хотя строго ограниченные языковые льготы в виде доступа к англоязычному образованию предоставляются и англофонам. На квебекском диалекте вещает североамериканская телевизионная сеть CBC TV (единственная франкоязычная сеть, транслирующаяся по всей стране), также на нём издаются ряд книг и кинофильмов. Многие квебекские музыкальные исполнители (Гару, Селин Дион) также поют на квебекском наречии.
Несмотря на усилия последних десятилетий, наблюдается постепенный упадок квебекского диалекта (особенно в таких многокультурных городах как Монреаль), поэтому понятия «французский язык в Канаде» и «французский язык в Квебеке» всё больше совпадают, хотя исторически они не совсем тождественны, учитывая федеративное устройство Канады и наличие в ней ещё одной двуязычной провинции: Нью-Брансуик.

## Регулирование
За использованием, защитой, сохранением и дальнейшим продвижением французского во всех сферах жизни провинции следит Квебекское управление французского языка, основанное в 2002 г. (до этого ОЛФ с 1961).

## Особенности

### Фонетика
В фонетике переход взрывных согласных [d] и [t] в аффрикаты [d͡z] и [t͡s] перед звуками [i] и [у] среди всех слоёв населения во всех стилях речи, за исключением современных песен: dire > [d͡ziːʁ] «сказать» или tu > [t͡sy] «ты». Также довольно широко распространено сохранение заднего [а], сопровождаемое её огублением до звука, близкого к [о]: là-bas > lå-bå «там»; comme ça > comme çå «вот так»; Canada > Canådå.

### Морфология

#### Лексика
- Замена местоимений il («он») и elle («она») на y и а: Y vient de quitter («Он только что ушёл»), Où qu’a travaille, mettons? («И где же это она работает?»). На y также заменяется и местоимение lui («ему», «его», «ним», «него», «ей», «её», «ней», «неё»): À tout voleur, on y f’ra peur! («Каким бы вор ни был, мы его напугаем!»);
- Высокая частотность постпозитивной частицы -là («там», «тот», «та»), превратившейся фактически в слово-паразит: Moi-là, je m’en vais («Короче, я ухожу»);
- Замена предлога de на à для обозначения притяжательности: la chemise à Pierre вместо la chemise de Pierre («рубашка Пьера»);
- Слияние предлогов и артиклей: sur («на») + le → sul; sur + la → sua или sâ; sur + les → sés, также dans («в») + le и dans + la → danl, dans + les → dins (а иногда также dans + un → dun): On s’met fort danl troub («Мы сильно рискуем»); Mets ta main dins patins tchéquer, avant t’es chausse («Проверь рукой в коньках прежде чем их обувать»);
- Замена опровержительной частицы si («ну да») на mais oui (искажённое до ben oué, binwa, bein ouâ); — Jean-Guy t’as pô changé les tâïers encore? — Ben ouâ, ya fait ça hier! («— Жан-Ги так и не поменял тебе шины (на автомобиле)?» «— Поменял, ещё вчера!»)
- Выпадение глухих окончаний -le и -re (включая глаголы): timbre («марка») → timbe, jungle («джунгли») → jungue, mettre («ставить», «класть») → mette; также, падение -t: direct («прямой») → diréque, correct («правильный») → corréque;
- Искажение слова puis («затем») до pis (pi) и его практическое использование в качестве союза et («и»), но не альтернация обоих: Henri pi sa gang («Анри и его компания»), но Henri pi sa gang sont passés au dép, et y ont acheté d’la bière pi des chips («Анри и его компания отправились в магазин, и купили там пива и чипсов»);
- Искажение односложных и двусложных существительных, заканчивающихся на -ci / -it, -ut, -uit до -citte / -itte, -uttte, -uitte: ici («здесь») → icitte, nuit («ночь») → nuitte, bout («кончик») → boutte. Похожее правило встречается в каталанском языке, где оно выражается и в письменной форме;
- Частая замена bientôt на tantôt, а aussi longtemps на tant (искажение autant): À tantôt! вместо À bientôt! («До скорого!»), Tant que ça passe pâ вместо Aussi longtemps (Autant) que celà ne passe pas («Пока это не пройдёт»);
- Иные лексические искажения: je sais («я знаю») до chai, non plus («тем более не») до nânpu, ce qui fait que («таким образом») до faîque или fèque, qu’est-ce que?.. («что это за?..») до qu’esser? или qu’ossâ?, pas du tout («вовсе не») до pantoutte, междометие Écoute donc! («Надо же!») до Coudonne! или Coudon!.

#### Синтаксис
- В повседневной речи выход из употребления в первом лице множественного числа местоимения nous («мы») с полной его заменой на препозиторное местоимение on: On mange, on lit, on se prépare вместо Nous mangeons, nous lisons, nous nous préparons («Мы едим», «мы читаем», «мы готовимся»). Форма является чисто словесной и на письменности не отображается. Использование nous в качестве «нас», «нами» и «нам», тем не менее, сохраняется в тех местах, где on обретает синтаксически верное применение: On nous a dit («Нам сказали»). Более того, местоимение le nôtre («наш») также практически не используется, и заменяется более простым по смыслу nous autres, с добавлением предлога à: On nous a dit, que c’est à nous autres, ça вместо On nous a dit, que ceci est le nôtre («Нам сказали, что это — наше»); Срав. исп. nosotros и vosotros.
- Внекнижное употребление вопросительной частицы -tu, произошедшей от искажённых t-il/t-ils и t-y (французский льезон). В первом случае в международном стандарте соответствует 3-му лицу ед. и множ. чисел мужской формы глаголов и используется для усиления вопроса: Il doit-il? («А должен ли он?»), Ils dorment-ils? («А спят ли они [мужчины]?»). Во втором является формой написания s-y, соответствтующей наречию y («там», «туда») в вопросе без Est-ce que… занимающим послеглагольную позицию и тем самым обретающим лиезон t за глаголами, оканчивающимися на d или t: Elles parlent-y de moi? («Они [женщины] там что, обо мне разговаривают?»), Elle descend-y? («Ну, она там спускается?»). В квебекском французском второй вариант появился раньше и в разговорной речи стал употребляться одинаково для всех форм гораздо чаще нужного (примерно как частица -là), а под его воздействием вскоре возник и первый вариант (см. первый абзац в разделе «Лексика»), отчего сегодня -tu является не более чем ещё одним словом-паразитом:
  - C’est-tu fini ou non, c’te histoire-là? («Ну и закончилась она или нет, эта история?») → Est-elle alors finie ou non, cette histoire?
  - Tu prends-tu ton char pour aller chez McDo? («Так ты в Макдоналдс на своей машине ездишь, да?») → Tu prends ton auto pour aller au McDonald’s, n’est-ce pas?
  - Voulez-vous-tu que je vous visite demain? («Как вы, хотите чтобы я вас навестил(а) завтра?») → Voulez-vous donc que je vous rende visite demain?
- Употребление beau («красиво») вместо bon и bien («хорошо») в контексте неопределённого среднего рода: C’est beau! («Ясно!», «Понятно!»). Также гораздо чаще в том же контексте используется прилагательное correct, -te («правильный, -ая») чтобы выразить степень ситуации: Mathieu, t’es-tu correct? («Матьё, ты в порядке?»), Six, c’est correct («Шести достаточно»);
- Учащённое употребление местроимения ça («это», «то») вместо ceci и celà: Ça c’est du bon job, ça! вместо Ceci est du bon travail! («Вот — хорошая работа!»);
- Учащённое употребление составного будущего времени глаголов (futur composé) с глаголом aller («ходить»): J’va l’acheter вместо Je l’acheterai («Я куплю это»), которое практически не употребляется в повседневной речи. Futur simple избегается даже в многоглагольных предложениях: Je l’achète sitôt que j’ai du cash вместо Je l’acheterai aussitôt que j’aurai l’argent («Я куплю это, как только у меня появятся деньги»).
- В контексте фамильярности применение местоимения mon, ma, mes («мой, моя, мои») к именам существительным в момент обращения: mon gars, mon homme, mon m’sieur («дружище», «парниша», «старина»); ma puce, ma biche («крошка», «малышка»); в некоторых случаях — даже слитно: mononque → от mon oncle («дядька»), matane → от ma tante («тётка»): Coudon, belle matane! («Ну и тётя-мотя!»);
- Императив второго лица единственного числа глагола envoyer («отправить») — Envoie! — превратился в своеобразное междометие, применяемое равно международному Va!, схожему с русским «Давай!», но, в отличие от международного стандарта, множественная форма (Allez! → Envoyez!) не употребляется: Envoie, pitch-moi la balle! («Давай, кинь мне мяч!»); Envoie, grouillez-vous! («Ну же, поторапливайтесь!»). Произносится àoué или àoueille;
- Выражение comme ça («вот так») фактически вышло из обихода, и используется только как прямой ответ на вопрос Comment ça? («Как это так?»). Во всех остальных случаях используется частица de même: Denis porte sa tuque de même que Charles («Дени носит свою шапку так же, как Шарль»), Arrête de me parler de même! («Перестань со мной разговаривать в таком тоне!»), De même, t’as perdu tes lunettes? («Таким образом, ты потерял свои очки?»).

### Англицизмы
Употребление англицизмов в квебекском французском носит неоднородный характер. Из-за наличия такого мощного соседа на юге, как США, представители авиационной и автомобильной индустрий, а также прилегающих к ним областей, в повседневной речи используют англоязычные термины, хотя и знакомы с французской терминологией. Например, в ответ на фразу «Je voudrais acheter un tambour» без промедления следует запрос в отдел запчастей: «Apporte-moi un drum». В рекламных проспектах, тем не менее, используются официальные французские термины. Все официальные письменные обозначения, например знак «STOP», по умолчанию указываются на французском языке (то есть «ARRÊT»), но по запросу муниципалитетов, в которых они расположены, при подавляюще доминирующей категории населения, могут писаться и на другом языке. Тем самым, в некоторых местах можно вообще встретить надписи на ирокезском и алгонквинском языках.
Англицизмы в Квебеке можно разделить на две группы: заимствованные и смысловые. В вышеуказанном примере (tambour → drum) приведён именно заимствованный англицизм. Такие англицизмы являются наследием английского режима в Квебеке и встречаются чаще других. Примеры:
- plogue вместо prise de courant для определения электрической розетки; англ. plug;
- pinottes вместо arachides для определения арахиса; англ. peanuts;
- steak вместо bifteck для определения бифштекса (одинаково с английским и так же произносится);
- scrappe вместо rancart для определения хламa, используется как и глагол scrapper: «Scrappe ça!» («Выброси это!»); англ. to scrap;
- canceller вместо annuler (глагол «отменить»), от англ. to cancel.

Вторая группа англицизмов — смысловая (то есть семантическая) — происходит от машинного перевода английских терминов:
- melon d’eau вместо pastèque для определения арбуза; англ. watermelon;
- crème glacée вместо glace для определения мороженого; англ. ice cream;
- joueur de musique вместо baladeur для определения плеера; англ. music player;

Ей же присущи и глаголы, существующие во французском, но применяемые с искажением в семантике:
- Adresser une situation («Разрулить ситуацию») вместо S’occuper d’une situation; англ. to address a situation;
- Disposer d’un déchet («Избавиться от мусора») вместо Jeter un déchet; англ. to dispose of garbage;
- Anticiper un achat («Закупить заранее») вместо Appréhender un achat; англ. to anticipate a purchase;
- Référer une lettre («Направить письмо») вместо Diffuser une lettre; англ. to refer a letter;
- Identifier une écriture («Опознать почерк») вместо Reconnaître une écriture; англ. to identify a writing;

Реже всего встречается третья группа англицизмов для определения предметов, которые получили распространённость благодаря их маркам (как в России, например, подгузники для детей могут называть «памперсами» из-за популярности марки Pampers):
- kleenex вместо mouchoir de papier или essuie-visage для обозначения бумажных салфеток;
- skidoo вместо motoneige для определения снегохода;

В живой речи часты популярные англицизмы fun, cool, hot, feeling и т. д., хотя их произношение (а иногда и значение) отличаются от английских аналогов.

#### Антианглицизмы (или францицизмы) и лжеанглицизмы
В разговорном квебекском применяются также и «антианглицизмы», история популяризации которых начинается со времён Тихой революции начала 1960-х (в отместку глобализации американизмов). Эти слова зачастую являются не прямым унаследованием английских терминов (например parking для обозначения парковки), а представляют полностью французские аппроксиманты (на данном примере — stationnement), употребляемые с целью замены самих англицизмов. Другие примеры: «fin de semaine» вместо «weekend» для обозначения уик-энда (то есть времени суток с вечера пятницы по вечер воскресенья), «magasinage» вместо «shopping» или «courses» (шоппинг, покупки).
Более того, имеются и «лжеанглицизмы». Это — термины, значение которых близко по родству с англицизмами, но имеет на самом деле собственную этимологию. К ним можно отнести употребление «Bonjour» («Добрый день») вместо «Bonne journée» («Хорошего дня») для прощания, а также «Bienvenue» («Добро пожаловать») как ответ на «Merci» («Спасибо») вместо «De rien» («Не за что»), при том не отрицая их использования вперемешку с международными терминами. Дело в том, что схожие по смыслу английские выражения «Have a nice day» и «You’re welcome» по-английски произносятся полностью, так как в сокращённой форме они бы потеряли свой истинный смысл.

### Прочие заимствования
Квебекский диалект также богат заимствованиями слов из североамериканских туземских языков (в осносном алгонквинского, ирокезского и инуитского), например:
- boucane (от тупийского bokaém) — «дым»; фр. fumée;
- maringouin (от гуаранского mbarigui) — «мошкара», «комарьё»; фр. cousinage («скопище мошек»)
- tuque (от инуитского tyuk) — «зимняя вязанная шапка», фр. bonnet d’hiver[1];
- patate (от таинского batata) — «картофель». фр. pomme de terre[2].

### Архаизмы и семантические различия
Квебекский французский сохранил некоторые слова, вышедшие из обихода международной формы, и тем самым, ставшие архаизмами для неё. Самым наглядным примером в данном понятии стал глагол maganner, означающий «подпортить» («предмет»; например: maganner une coiffure → «помять причёску»), последнее использование которого в повседневной речи международного французского отдаёт к началу XIX века. Стоит заметить, что, начиная с 2000-х годов, как следствие глобализации, этот глагол и похожие архаизмы постепенно выбывают и из квебекской речи.
Несколько примеров квебекских архаизмов:
- dépanneur → superette — небольшой магазин с необходимым набором выпить-закусить и разными мелочами по хозяйству, обычно круглосуточный, и часто находящийся на углу квартала. Происходит от глагола dépanner («выручать»), однако в международном французском слово dépanneur сегодня означает мастера, производящего ремонтные работы, при этом в женском роде dépanneuse — «автоэвакуатор»;
- menterie («враньё») — одновременно архаизм и вульгаризм для международного стандарта, слово menterie является вполне приемлемой заменой слову mensonge («ложь») в Квебеке и до сих пор употребляется в разговорной речи;
- coquerelle («таракан») — исходит от искажения cocherelle, читавшегося подобным образом в XVII веке. Во Франции смысл сохранялся в Нормандии до приблизительно первой половины XVIII века, после чего его заменил международный термин blatte.
- chaudière («котёл») → seau («ведро») — пожалуй, самый интересный архаизм, отдающий к промышленной эпохе начала XX века. Дело в том, что изначально вёдра были сделаны из чугуна и служили для кипячения воды зимой в заводских цехах, поэтому постепенно квебекцы дали им ту же этимологию, что и отапливаемым котлам. Сегодня, для определения самих котлов, в квебекском французском используются два термина: слово мужского рода réservoir (к которому обычно добавляют d’huile или de chauffage), или же англицизм tank, причём женского рода (пр. Une tank à gaz).

Существуют также и слова, сохранившиеся в обоих языках, но имеющие разный семантический корень с некогда возможным единым понятием, не сохранившимся до наших дней:
- friperie в переводе с международного французского означает пренебрежительное «хлам», «ветошь», но в Квебеке не имеет отрицательной коннотации и используется для описания магазинов и лавок, торгующих секонд-хэндом (например «La Friperie du Coin» — известный монреальский магазин, находящийся на Авеню дю Парк);
- gosse в переводе с международного французского означает безобидное «чадо» (син. gamin, -e), но в Квебеке может быть использовано для определения мужских яичек (син. couille). Таким образом знаменитое шуточное выражение Jouer avec ses gosses, то есть «играть со своими детками», которым квебекцы часто подтрунивают над французами, в квебекской интерпретации означает «рукоблудить», то есть, мастурбировать. Примечательно, что в данном ключе в Квебеке даже развился целый глагол gosser, примерно эквивалентный международному грубому foutre: Qu’essé tu viens gosser icitte? («Какого хрена ты здесь делаешь?»); Gosse pâ à peu près! («Не страдай хренью!»); а также существительное gossage — «фигня», «хрень», «херня» (в отношении действия);
- garde-robe также имеет весьма интересную этимологию. В современном французском слово тождественно русскому «гардероб» — то есть «стенной шкаф для одежды» (квебекский и французский словари «La Rousse»[3] определяют значение как шкаф для одежды или набора самой одежды). Тем не менее в таких регионах как Руэн-Норанда и Сагнэ garde-robe применяют относительно уборной, реже — туалета. В международном стандарте это значение выбыло из употребления во второй половине XVII столетия, хотя Мольер писал: Le roy faict sa gardezrobe, ses toilettes («Король подмывается»). Чаще всего подразумевается кладовая комната без окон, построенная в исключительно служебных нуждах. Ввиду семантического упрощения, квебекцы практически во всех случаях для определения шкафа употребляют слово armoire[4][5];
- blé d’Inde («кукуруза», дословно — «индийская пшеница») — ещё один архаизм, сохранившийся в Квебеке со времён колонизации. В настоящее время постепенно теряется, заменяясь международным maïs.

### Ругательства
В Квебеке распространена собственная система ругательств, незнакомая для французского стандарта. Она называется sacres (множ. числ. от sacre), а ругаться именно на квебекском французском означает sacrer. Термин берёт начало от церковного слова sacrément («причастие»), использовавшегося квебекскими церковнослужителями для причащения больных и стариков перед смертью. Поскольку считалось, что смерть является деянием дьявола, сам термин произносился редко, дабы не накликать смерть, и, тем самым, стал в определённом роде своеобразным табу. Развитию сакров послужило и то, что Квебек продолжительное время являлся сильно-церковной диаспорой, в которой на протяжении более трёхсот лет (ста лет под предводительством французской империи, затем ещё двухсот — под предводительством британского доминиона) проповедовался католицизм. Связанные с церковью термины постепенно вошли в повседневный обиход, и вскоре стали означать междометия, применяющиеся в ругательной форме (сродни русским «Блин!», «Медь!» и «Ёжтыть!»):
- Tabarnaque! (от tabernacle — «скиния»), производные: tabanak, tabarnache, tabarnique, tabarnouche, tabarnouille, также tabouère и tabole;
- Câlisse! (от calice — «потир»), производные: câlique, câline, câlusse, câlistique;
- Asti! (от hostie — «гостия»), производные: osti, ostique, esti, astiche, astique;
- Chrisse! (от Christ — «Христос»), производные: christique, christôme, christophe, christi, sachristi;
- Calvaire! («Голгофа»), производные: cauvair, calvèche, calvusse, civaire;
- Ciboire! («дароносица»), производные: cibernaque, cibernique, cibole, cilisti;
- Mauzusse! (насмешливое искажение англ. Moses — «Моисей»), производные: mautadusse, mautadique;
- Viarge! (искажение Vierge — «Дева Мария»);
- Bâtard! («бастард») — применяется не только к людям, но и к ситуации: Bâtard! J’ai oublié mon portefeuille! («Чёрт! Я забыл(а) свой кошелёк!»)
- Sacrament! (от sacrément); примечательно, что в международном французском, ругательство Sacrebleu! (искажение Sacre-dieu) имеет точно такой же этимологический корень, отдающий ещё ко временам Людовика XIV, обильно использовавшего инскрипцию «Sacrément deu Dieuz» на своих печатях.

Квебекские сакры могут также быть составными ради усиления эффекта ругательства, например: Astie d’câlisse de tabarnak!. Также, квебекцы часто применяют оборот en maudit (maudiche, mauditte, maudine; от maudit — «проклятый») для усиления эффекта определённого слова или выражения, например: T’es belle en maudit! («Ты чертовски красивая!»), On a jobbé en mauditte hier à soir. («Мы вкалывали до посинения вчера вечером.»); однако само слово сакром не считается.

## Диалектология
В диалектологическом плане франкоязычный массив Квебек делится на собственно франко-квебекский (большая часть) и франко-акадский ареалы (юг Гаспе, Басс-Кот-Нор, о-ва Мадлен), где активно селились беженцы из Акадии. Внутри исконного франко-квебекского ареала выделяются три исторические подзоны: восточная, центральная и западная, центрами которых были соответственно Квебек, Труа-Ривьер и Монреаль. Старый монреальский говор некогда был наиболее консервативен, долго поддерживая, к примеру, произношение старой латинской r, в том числе по настоянию католического духовенства. В XIX веке, в ходе колонизации территории Квебека, эти три говора значительно расширили свою территорию: так монреальский диалект постепенно расширился до современного Гатино; центральный диалект распространился в некогда англоязычных Шербруке и Эстри до границы с США; а квебекский получил распространение в регионе Сагне-Лак-Сен-Жан, где сформировался один из самых своеобразных говоров французского языка Канады (глубокой франсизации здесь подвергаются практически все заимствования из английского). Начиная с 1980-х годов также принял значимость северо-западный диалект: города Вальдор, Амос, Руэн-Норанда (т. н. «тиби́», сокр. от названия озера Абитиби; фр. le tibi). Плотный франкоязычный массив здесь сформировался относительно недавно, а местные регионализмы стали замечать где-то после 2000 года.
Монреаль известен единственным на всю Северную Америку локальным жаргоном: жуаль. Считается, что название произошло от искажения произношения французского слова cheval («лошадь») выходцами из рабочьих посёлков — фобургов — во второй половине XIX столетия. В это же время Монреаль был крупнейшим городом-портом с многотысячным годовым транзитом промышленности и сырья, здесь же закрепились вторые после Нью-Йорка по значимости фабрики, заводы и прочие мануфактуры, просуществовавшие до 1950—60 г.г. А поскольку работали на них в основном выходцы из малообразованных франкоязычных семей, они сформировали своё патуа, на котором общались, читали и писали. В наше время жуаль является частью франкоканадского наследия и приветствуется отсылками в местном искусстве.